# Рачунарски црв
Рачунарски црви су рачунарски програми који умножавају сами себе. При томе користе рачунарске мреже да би се копирали на друге рачунаре, често без утицаја човека. За разлику од вируса, својим деловањем не морају инфицирати друге програме. Могу стићи и као фајл у мејлу те им приступ рачунару омогућују пропусти у оперативним системима и апликацијама. Црви отежавају рад мреже, а могу оштетити податке и смањити сигурност рачунара.

## Врсте рачунарских црва
- Црв – може оштетити податке и смањити сигурност рачунара.
- Mailer и mass-mailer – сами се шаљу електронском поштом.
- Мешане претње – комбинују карактеристике вируса, црва и тројанских коња с пропустима у софтверу за своје покретање, пренос и ширење напада.

## Подела према начину деловања
Црви се састоје од самокопирајућег кода који омогућава размножавање и ширење црва и терета (payload), а терет може бити:
- Непостојећи/нефункционалан – Најчешћи случај код већине црва је управо овај, када не постоји код осим кода за ширење или у њему постоји некаква грешка па није функционалан.
- Даљинска контрола – Отвара backdoor на жртвином рачунару.

- – Део црва Собиг креира mail relay који спамери могу користити да би слали нежељену електронску пошту. Већина Интернет провајдера има сигурносне механизме који блокирају спам са познатих ИП адреса, али код заразе овим црвом спам долази са свих страна и немогуће је на тај начин контролисати његово ширење.

- HTML-прокси – Још једна особина црва Собиг је дистрибуција HTML-проксија. Преусмеравајући веб захтеве преко много проксија веб странице са забрањеним садржајем добијају на времену јер провајдерима треба пуно времена да открију на којој се адреси веб страница физички налази. Ово се користи за разне нелегалне активности, укључујући преваре са уписивањем финансијских података или бројева картица.

- Интернет ДОС – Још један чест терет је Интернет ДОС (Denial of Service) напад. Code Red, Yaha и још много црва садрже ДОС алате, који су или уперени против одређене странице или се могу уперити против било кога ако аутор црва то пожели. Када црв зарази 100.000 или више рачунара зомбија могуће је недоступном учинити било коју страницу, па чак и цели ДНС систем.

- Скупљачи података – Већина људи на рачунару на којем раде имају осетљиве податке попут пословних тајни, нацрта нових уређаја, финансијских извештаја, итд. Црв може претражити диск рачунара у потрази за тим подацима и затим их послати на пре одређено место.

- Брисачи података – Постоји много вируса, садрже код за брисање података након одређеног времена. Будући да се црви могу ширити много брже, могли би да почну да бришу податке одмах након инфекције.

- Физичка штета – Већина данашњих рачунара подржава надоградњу покретачког софтвера, па тако и рачунари имају БИОС чип који је могуће флешовати директно из Windows-а. Уколико се у флашу чип упишу погрешни подаци рачунар више неће моћи да се покрене.

Црви и вируси су креирани за пренос payloada на рачунар. Payload је креиран за провођење специфичних функција као што су брисање или промена података, инсталисање софтвера на рачунар и креирање стражњих врата која нападач може касније употребити да би добио неовлашћен приступ рачунару. Интернет црви и вируси стварају проблеме инфицираним рачунарима, али црви могу направити већу штету због мрежног промета који генеришу приликом ширења Интернетом. Нпр. црв SQL Slammer у јануару 2003. године је на врхунцу брзине ширења удвостручавао број заражених рачунара сваких 8,5 секунди.
Најбоља заштита од вируса и црва је антивирусни софтвер. Тај софтвер може да спречи инсталирање вируса, а може и да открије, изолује и уклони црве и вирусе са рачунара који су се провукли кроз одбрамбене механизме. Али, може да заштити од познатих вируса, а од оних за које се не зна (нових вируса) теже је се заштитити. Методе заштите су и заштитни зидови (firewall), неотварање необичних порука е-поште и редовно ажурирање софтвера.